# Крізь моє вікно: Розділені морем
Крізь моє вікно: Розділені морем (ісп. A través del mar) — іспанський фільм 2023 року режисера Марсаля Фореса за сценарієм Аріани Годой. Фільм є продовженням фільму «Крізь моє вікно» (2022), у якому зіграли Клара Галле та Хуліо Пенья Фернандес, які повторюють свої ролі з першої частини. Прем'єра фільм відбулася 23 червня 2023 року на платформі «Netflix».

## Сюжет
Арес (Хуліо Пенья Фернандес) поїхав вчитися до Стокгольма, і вони з Ракель (Клара Галле) мають стосунки на відстані, що є більшим викликом, ніж вони собі уявляли. Коли настане літо, і вони зустрінуться знову, період розлуки та нові люди, яких вони зустріли за цей час, змусять те, що вони вважали безпечним, почне хитатися.

## Актори та персонажі
- Клара Галле — Ракель
- Хуліо Пенья Фернандес — Арес
- Наталія Азахара — Даніела
- Андреа Чапарро — Вера
- Гільєрмо Лашерас — Йоші
- Уго Арбуес — Аполон
- Ерік Масіп — Артеміс
- Карла Тус — Анна
- Емілія Лазо — Клаудія
- Іван Лападула — Грегорі

## Український дубляж
- Єлизавета Зіновенко — Ракель
- Євгеній Лісничий — Арес
- Анна Кошмал — Даніела
- Марина Локтіонова — Вера
- Юліан Грицевич — Йоші
- Олександр Солодкий — Аполон
- В'ячеслав Дудко — Артеміс
- Вікторія Сичова — Анна
- Катерина Трубенок — Клаудія
- Володимир Гурін — Грегорі
- А також: Альбіна Сотнікова, Ірина Швайківська, Роман Солошенко, Едуард Кіхтенко, Ігор Драпалюк, Кирило Сузанський, Іван Вороний, Аліна Проценко, Анастасія Чубинська, Валерія Антонова
- Фільм дубльовано студією «Postmodern» на замовлення компанії «Netflix» у 2023 році.
  - Режисер дубляжу — Аліса Гур'єва
  - Перекладач — Онисія Колесникова
  - Спеціалісти з адаптації — Онисія Колесникова, Раїса Смірнова
  - Звукооператори — Назар Куцевич, Олександр Притчин
  - Спеціаліст зі зведення звуку — Олександр Притчин, Андрій Денисюк
  - Менеджер проєкту — Валерія Антонова, Наталія Терещак

## Виробництво
Після успіху «Крізь моє вікно» 15 лютого 2022 року Netflix підтвердив, що фільм продовжено на другу та третю частини. Фільмування почалися 4 квітня 2022 року в Каталонії, Іспанія. У тому ж місяці «Крізь моє вікно: Розділені морем» було підтверджено офіційною назвою другої частини. Серед акторів, які повернулися з першої частини, є Клара Галле та Хуліо Пенья Фернандес, які повторюють своїх персонажів разом з Уго Арбуесом, Еріком Масіпом, Наталією Азахарою, Гільєрмо Лашерасом та Емілією Лазо. До акторського складу увійшли нові актори, такі як Андреа Чапарро, Іван Лападула та Карла Тоус.